# Diplolaena ferruginea
Diplolaena ferruginea är en vinruteväxtart som beskrevs av P G. Wilson. Diplolaena ferruginea ingår i släktet Diplolaena och familjen vinruteväxter. Inga underarter finns listade i Catalogue of Life.